# Verdiana
Verdiana  è un nome proprio di persona italiano femminile.

## Varianti
- Femminili: Veridiana[2][3], Viridiana[4]
- Maschili: Verdiano[2], Veridiano[2], Viridiano[4]

### Varianti in altre lingue
- Catalano: Veridiana[5]
  - Maschili: Veridià[5]
- Francese: Viridianne
- Latino: Viridiana[1], Veridiana[3]
  - Maschili: Viridianus[2]
- Spagnolo: Veridiana[5]
  - Maschili: Veridiano[5]

## Origine e diffusione
Risalente al nome tardo latino Viridiana, basato sul latino viridis che vuol dire "verde" e, in senso lato, "rigoglioso", "giovane", "fresco"; tale significato è analogo a quello dei nomi Clori e Cloe. Altre fonti lo riconducono invece al termine veridicus ("sincero", "che dice il vero").
La sua diffusione è dovuta prevalentemente al culto di santa Verdiana, ma il nome è raro oggi così come lo era anticamente.

## Onomastico

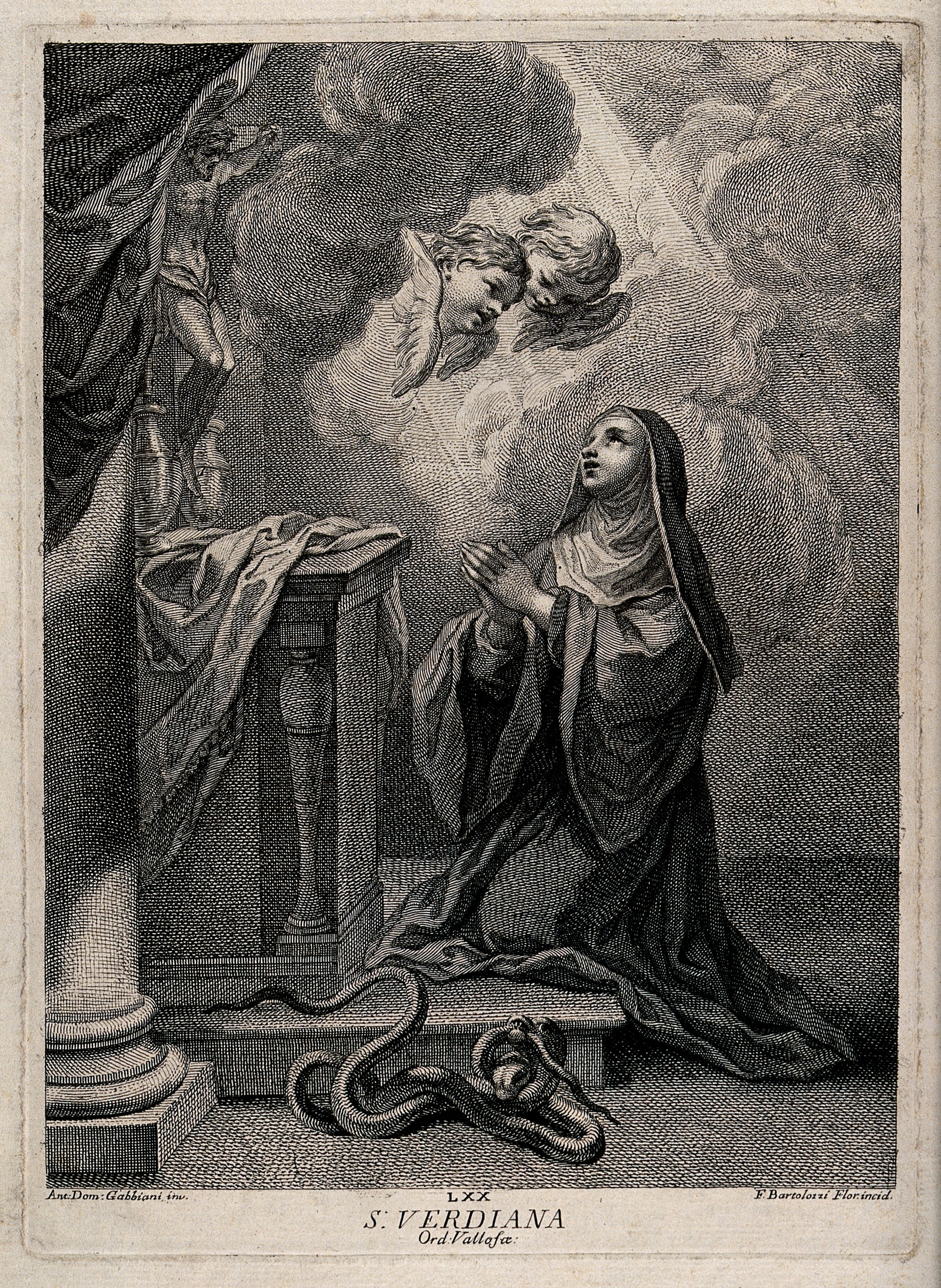
Santa Verdiana

L'onomastico si festeggia il 1º febbraio (o il 16) in onore di santa Verdiana, vergine di Castelfiorentino vissuta in clausura per 34 anni.

## Persone
- Verdiana, religiosa e santa italiana
- Verdiana Verardi, tennista italiana

### Variante Veridiana
- Veridiana da Fonseca, pallavolista brasiliana

## Il nome nelle arti
- Viridiana è un personaggio del romanzo di Terry Brooks Il druido di Shannara.
- Viridiana è un personaggio del film omonimo del 1961, diretto da Luis Buñuel.
- Verdiana è il nome della massaia, tra i protagonisti della commedia "Giocondo Zappaterra" di Giulio Bucciolini.